# Rasmus Jørgensen
Pour les articles homonymes, voir Jørgensen.
Rasmus Wejnold Jørgensen (né le 23 janvier 1989 à Copenhague) est un athlète danois, spécialiste du saut à la perche.

## Biographie
Son record personnel de 5,65 m a été franchi à Kaunas le 23 juin 2013 en remportant la seconde ligue des Championnats d'Europe par équipes. En 2012, il avait égalé son meilleur saut à 5,50 m pour devenir finaliste des Championnats d'Europe d'athlétisme 2012.

### Palmarès
| Date | Compétition                                       | Lieu         | Résultat | Performance |
| ---- | ------------------------------------------------- | ------------ | -------- | ----------- |
| 2008 | Championnats du monde juniors                     | Bydgoszcz    | 6e       | 5,20 m      |
| 2011 | Championnats d'Europe espoirs                     | Ostrava      | 8e       | 5,30 m      |
| 2012 | Championnats d'Europe                             | Helsinki     | 7e       | 5,50 m      |
| 2015 | Coupe d'Europe des clubs                          | Mersin       | 4e       | 5,25 m      |
| 2015 | Championnats d'Europe par équipes (Seconde Ligue) | Stara Zagora | 2e       | 5,20 m      |

### Records
| Épreuve          | Épreuve      | Performance | Lieu    | Date            |
| ---------------- | ------------ | ----------- | ------- | --------------- |
| Saut à la perche | En plein air | 5,65 m      | Kaunas  | 23 juin 2013    |
| Saut à la perche | En salle     | 5,63 m      | Potsdam | 16 février 2013 |